# District de Yeongyang
Le district de Yeongyang est un district de la province du Gyeongsang du Nord, en Corée du Sud.